# Кавабе Міхо
Кавабе Міхо (2 липня 1974) — японська синхронна плавчиня.
Бронзова медалістка Олімпійських Ігор 1996 року.